# Getgarsudde
Getgarsudde är ett naturreservat omfattande en udde i Vänern med detta namn och kringliggande vatten  i Grums kommun i Värmlands län.
Området är naturskyddat sedan 1977 och är 191 hektar stort. Reservatet består av skogar och strandmiljöer.